# Manuel Lopes da Cruz
Mons. Manuel Lopes da Cruz (Terroso, Póvoa de Varzim, 20 de agosto de 1899 — 9 de junho de 1969) foi um sacerdote católico português, fundador da Rádio Renascença.
Depois de cursar com brilho os seminários diocesanos de Braga, foi ordenado em 27 de abril de 1924 por D. Manuel Vieira de Matos. Exerceu magistério no ensino particular e foi prefeito de colégio em Guimarães. Enquanto esteve em Guimarães teve à sua responsabilidade a Assistência espiritual do Núcleo de Guimarães do Corpo Nacional de Scouts, atualmente Corpo Nacional de Escutas.
Em 1928 partiu para Lisboa, para chefiar a redação das «Novidades».
Em 1931, lança o «Anuário Católico de Portugal», com os padres Miguel de Oliveira e Raul Machado, e com Manuel Ribeiro na direção a revista ilustrada «Renascença».
Crescia a radiodifusão. No «Diário do Minho» os padres Magalhães Costa e Domingos Basto lutavam pela sua instalação ao serviço dos católicos. Mas a ideia só pode considerar-se com força a partir do célebre artigo publicado a 1 de fevereiro de 1933 na «Renascença» pelo então padre Lopes da Cruz.
A persistência e tenacidade de Monsenhor Lopes da Cruz viria a frutificar em 1938, com o apoio de todo um setor da imprensa e da hierarquia e especialmente da quota mensal mínima de Esc. 2$50 dos membros da sociedade fundada em 1935 e que hoje constitui a «Liga dos Amigos da Rádio Renascença». Na cruzada distinguiu-se ainda o Pe. Abel Varzim, cuja vida seguiria de pois ao lado e solidária com a do Monsenhor Lopes da Cruz.
Como programas de muito relevo na Rádio Renascença, logo em 1939, distinguiram-se os de Almada Negreiros, João Ameal, Carlos Queiroz e Pedro Correia Marques que falou do «risco dos jornalistas». E muitos outros na maior parte saídos no suplemento Letras e Artes das «Novidades».
A 16 de maio de 1949, foi agraciado com o grau de Oficial da Ordem da Instrução Pública.
Em 31 de dezembro de 1951, Monsenhor Lopes da Cruz foi nomeado prior da Basílica dos Mártires do Patriarcado de Lisboa, instalada mesmo ao lado da Rádio Renascença.
Mons. Lopes da Cruz faleceu no Instituto Português de Oncologia a 9 de junho de 1969 e o seu corpo foi levado para o cemitério de Faria, em Barcelos, donde eram naturais os seus pais.
Em Terroso passara apenas a infância; os pais cedo voltaram para Faria.